# (25472) Joanoro
(25472) Joanoro (1999 XL36) – planetoida z pasa głównego asteroid okrążająca Słońce w ciągu 4,17 lat w średniej odległości 2,59 j.a. Odkryta 6 grudnia 1999 roku.